# Papa Westray
Pour les articles homonymes, voir Papa et Westray.
Papa Westray ou Papay est une des îles des Orcades au nord-ouest de l'Écosse. Située au nord de l'archipel, sa population est d'environ 90 habitants en 2011.

## Transport
La ligne aérienne entre Papa Westray et Westray représente le vol commercial régulier le plus court au monde, avec une durée de vol de 50 secondes pour une distance d'environ deux kilomètres à vol d'oiseau. Cette liaison est assurée par la compagnie Loganair.